# Королівський монастир Санта-Марія-де-Сігена
41°42′34″ пн. ш. 0°01′10″ зх. д. / 41.70944444° пн. ш. 0.01944444° зх. д.
Королівський монастир Санта-Марія-де-Сігена (ісп. Real Monasterio de Santa María de Sigena) — монастир у Вільянуева-де-Сігена, регіон Арагон, Іспанія. Побудований у 1183–1208 рр,  був заснована королевою Кастилією Санчою, дружиною Альфонсо II Арагонського.

## Історія
Монастир експлуатувався орденом святого Іоанна Єрусалимського. Він процвітав у XIV столітті завдяки королівській підтримці,  занепав після злиття корони Арагону з Кастилією. У монастирській церкві було зроблено кілька королівських поховань. Загальний архів Корони Арагону знаходився в цьому монастирі до 1301 року.
У 1835 році монастир був покинутий його релігійною громадою, хоча деякі черниці пізніше повернулися. Романський жіночий монастир був в значній мірі зруйнований пожежею в 1936 році антиклерикальними анархістськими ополченцями під час громадянської війни в Іспанії. Реставрація монастиря розпочалася в 1950-х роках. Романський монастир був відновлений у 1974 році. Твори мистецтва, які все ще існують, включають королівські гробниці Санчі та Петра Кастильського, тоді як престол колишньої настоятельки був перенесений до музею Ллеїди.
Монастирська церква базується на формі латинського хреста. Має однонефу, широкий трансепт і три апсидні каплиці. Є також елементи цистерціанської та мудехарської архітектури.

## Основні твори мистецтва
Церква містить королівські гробниці Арагонського дому. Романська монастир, яка колись була в руїнах, своїм нинішнім виглядом зобов’язана реконструкції 1974 року. Роботи включають королівські гробниці Санчо Петра і Кастилії, а престол колишнього ігуменя знаходиться в єпархіальному та Comarcal музеї Лерида.
У капітулі розмістилися надзвичайно важливі романські фрески приблизно 1200 в основному англійськими художниками; це було усвідомлено лише після їх знищення. Також художники відвідували Палермо до Сігени, оскільки там можна помітити певний вплив мозаїк . Фрески були сфотографовані в чорно-білому кольорі незадовго до їх знищення, а решта пошкоджені ділянки, переважно втративши свій колір, були перенесені в Національний музей мистецтв Каталонії в Барселоні в 1936 році
Майстер Сігени (Maestro de Sigena) — художник початку XVI століття  намалював великий вівтар для церкви між 1510 і 1521 роками, панно з яких зараз експонуються в музеї Прадо в Мадриді  та музей у Сарагосі .

## Суперечка про артефакти
Хоча монастир Сігена, королівський пантеон Арагону, був оголошений національним пам'ятником, в 1923 році, значна частина його творів була вивезена до Каталонії. Це почалося з позбавлення унікальних романських картин (XIII століття) з капітулу під час громадянської війни в Іспанії в 1930-х роках.
У квітні 2015 року та липні 2016 року два іспанські суди постановили, що MNAC та Женералітат де Каталонія повинні повернути фрески та 97 творів мистецтва та предмети, що виставляються в MNAC та в музеї Ллеїди.

Розписи фрески з дому капітулів досі залишаються в MNAC. Соціальна платформа ( www.sijenasi.com [Архівовано 17 червня 2022 у Wayback Machine.] ) була створена з метою повернення активів з монастиря Сігени. У грудні 2017 року уряд Іспанії розпочав вилучення решти артефактів з музеїв Каталонії. 

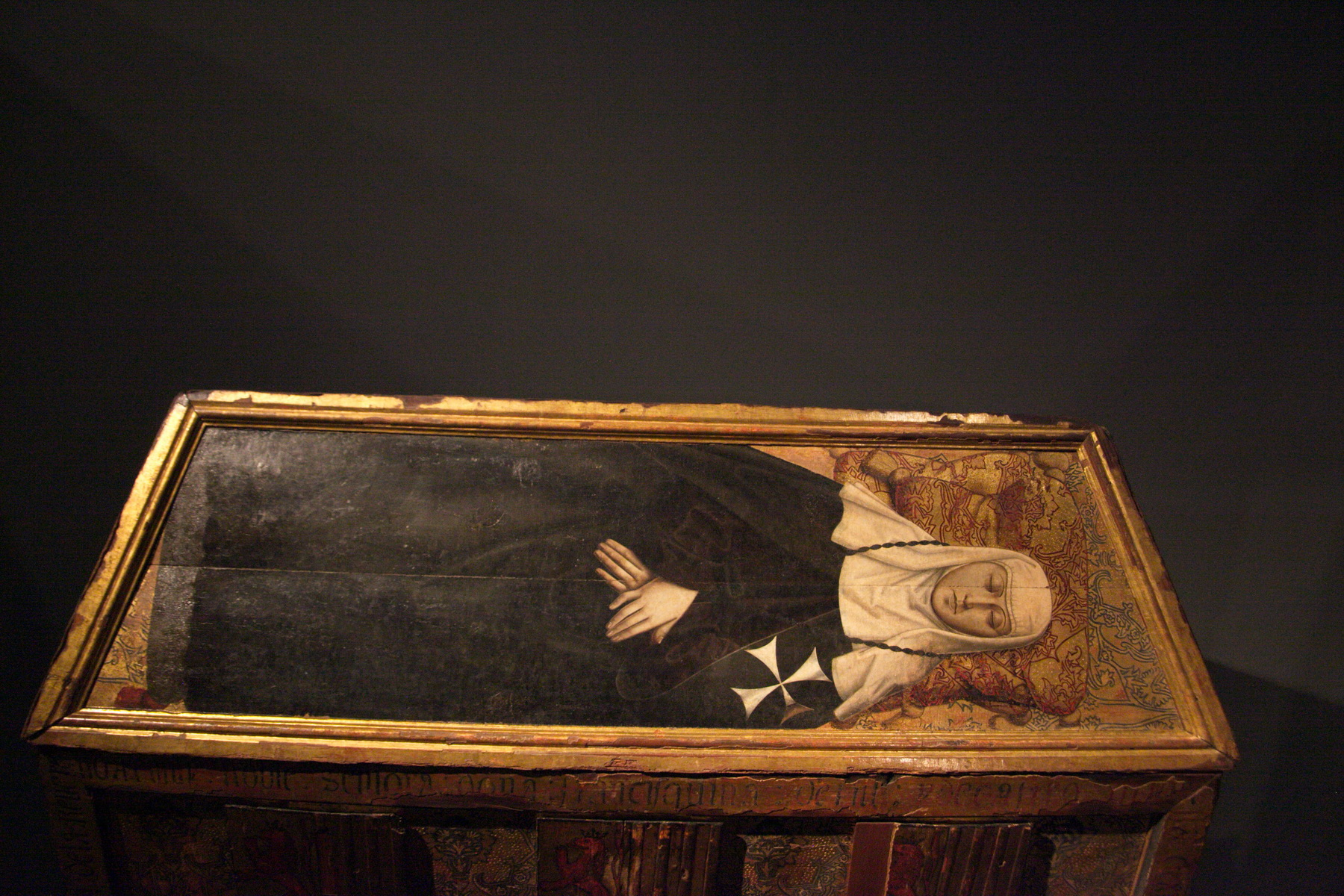
Одна з могил повернулася до монастиря Сігени з музею Ллейди.
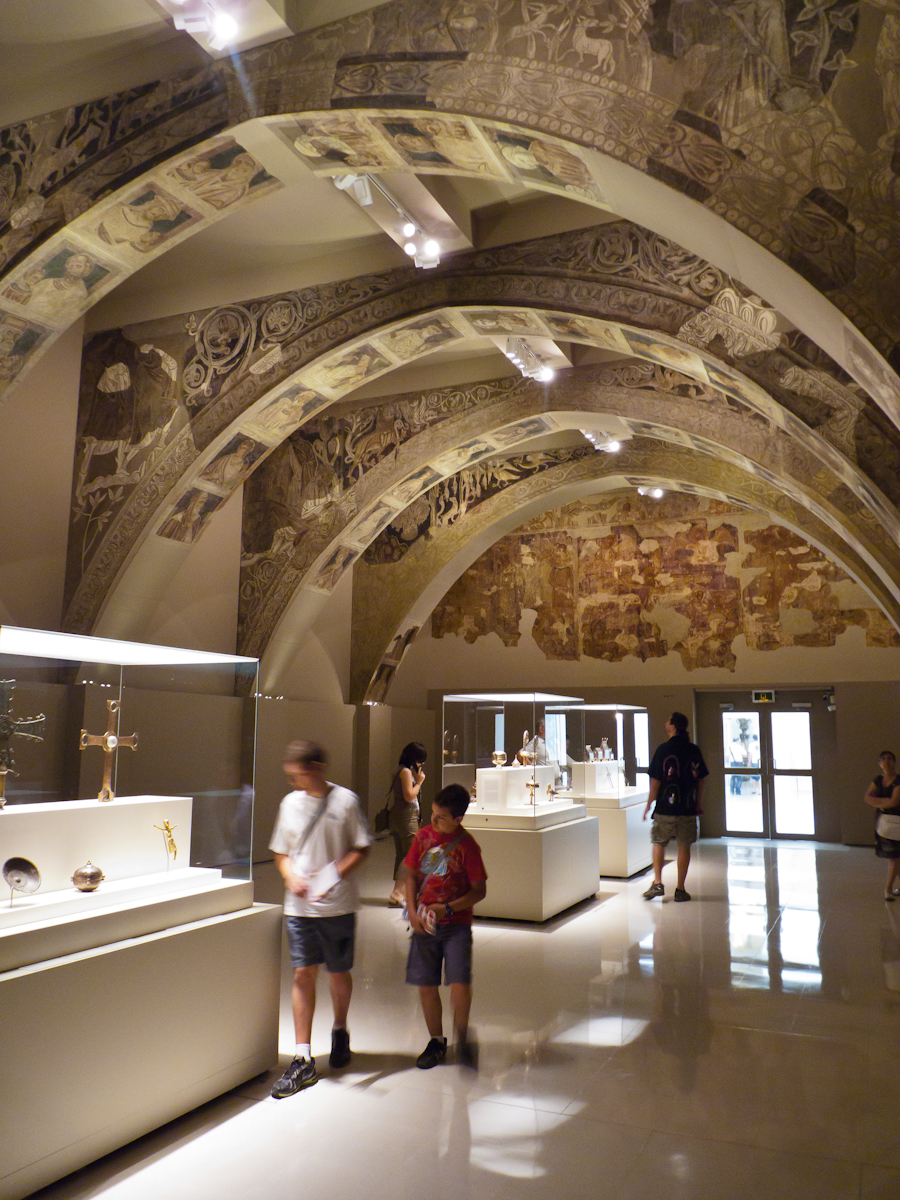
Картини з розділу монастиря Сігени в Національному музеї Каталонії в Барселоні.
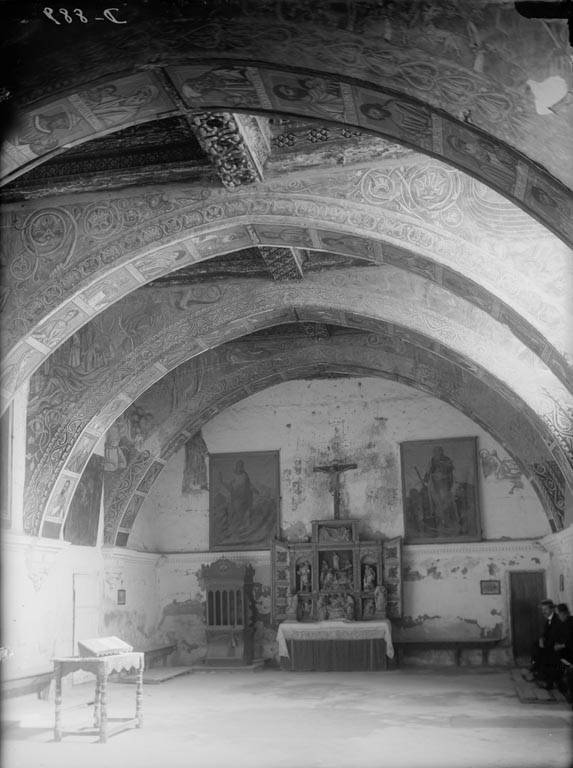
Капітульний дім та його фрески, до 1914 року
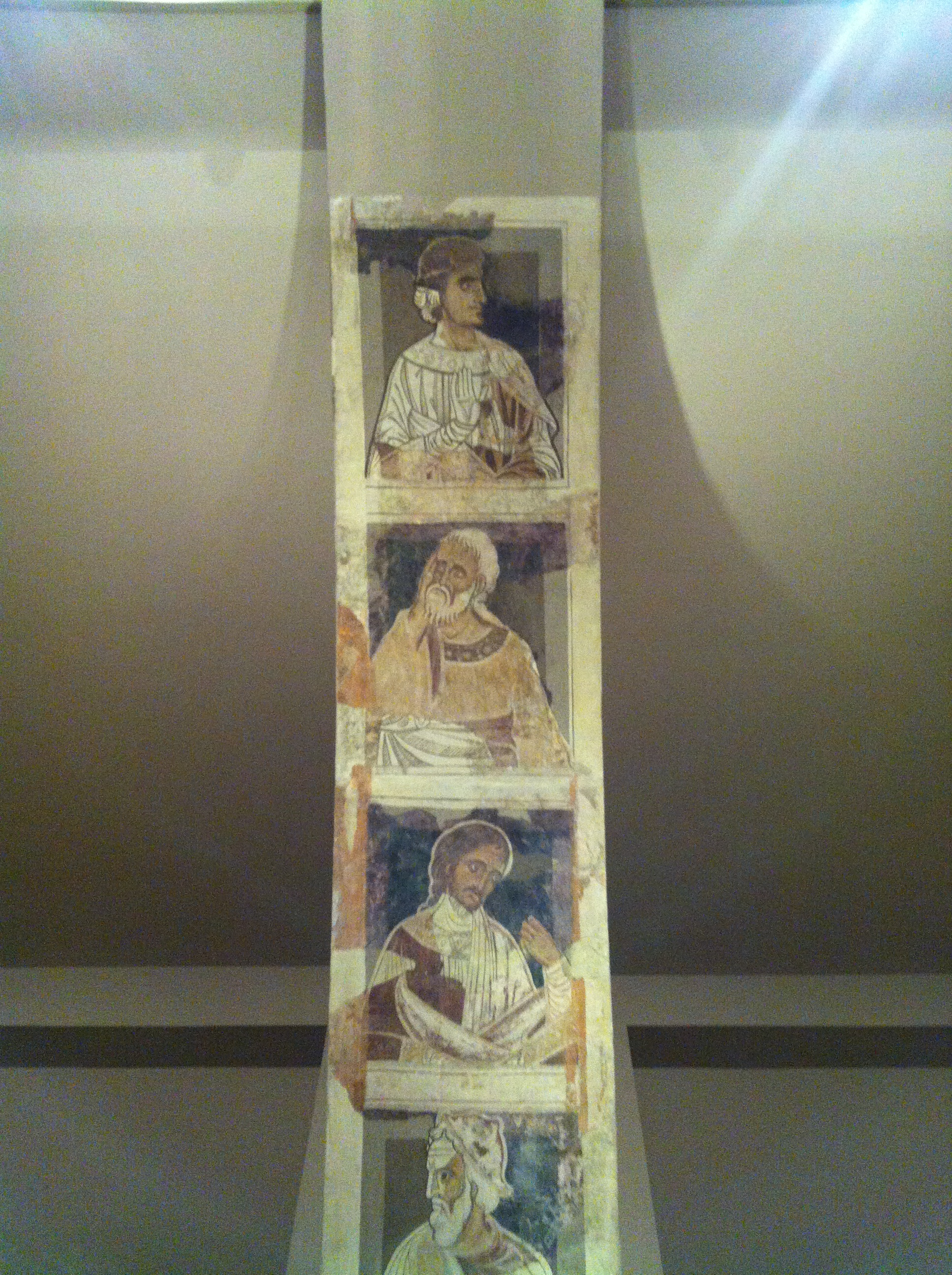
Деталь із розділу будинку, який зараз знаходиться в Національному музеї Каталонії в Барселоні
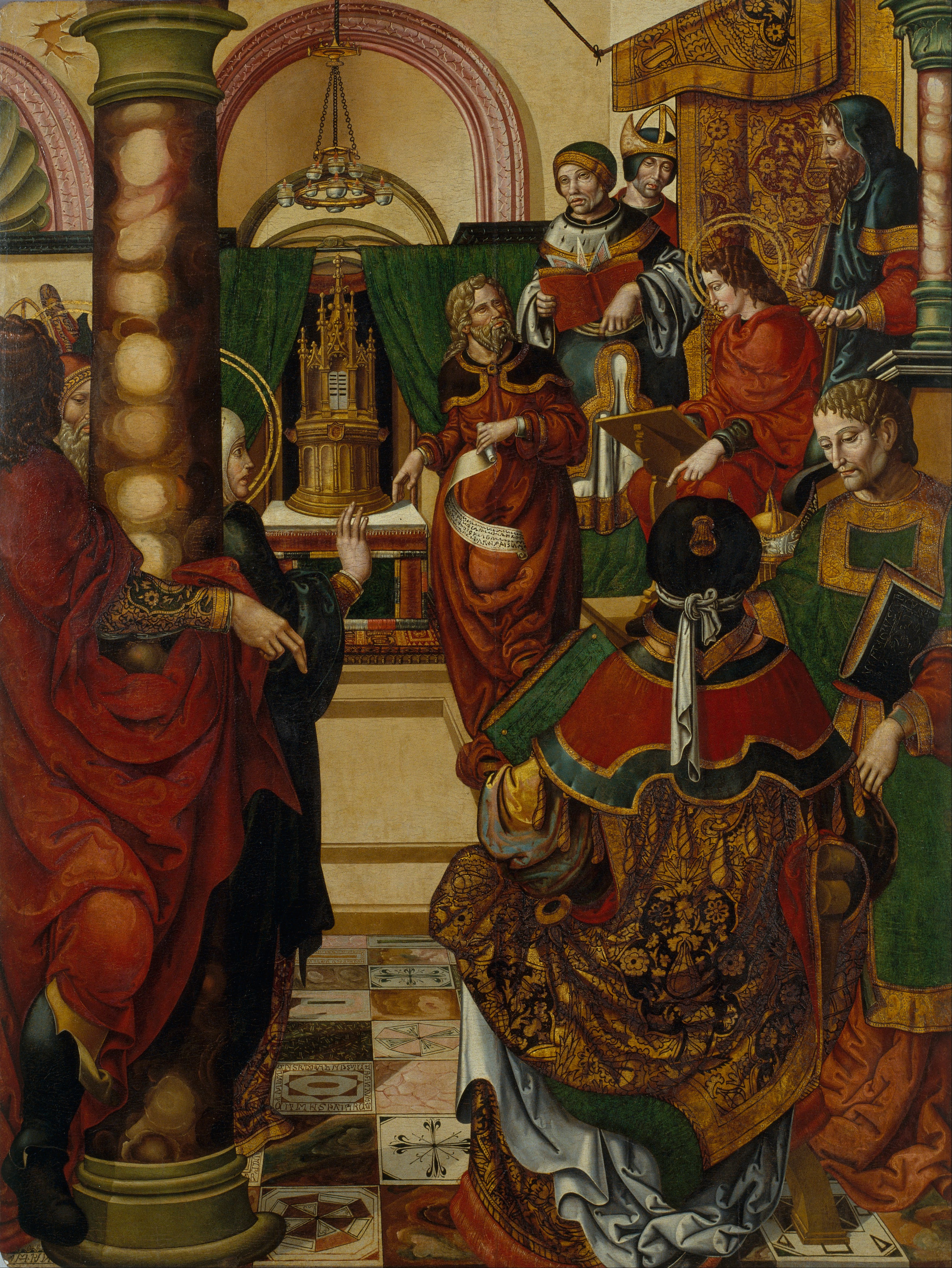
Господар Сігени, Ісус серед докторів Закону, нині MNAC